# Френкс Разгалс
Френкс Разгалс (лет. Frenks Razgals — Рига, 8. август 1996) професионални је летонски хокејаш на леду који игра на позицијама крилног нападача. 
Члан је сениорске репрезентације Летоније за коју је на међународној сцени дебитовао на светском првенству 2017. године. 
Професионалну каријеру започиње 2013. године као играч екипе Риге, омладинског састава КХЛ лигаша Динама из Риге. 